# Kostanjevec Podvrški
Kostanjevec Podvrški – wieś w Chorwacji, w żupanii zagrzebskiej, w mieście Samobor. W 2011 roku liczyła 89 mieszkańców.